# IFK Göteborg 2024
Säsongen 2024 är IFK Göteborgs 119:e säsong, deras 92:a och 48:e raka i Allsvenskan. De tävlar i Allsvenskan 2024 och Svenska cupen 2023/2024. Tävlingssäsongen börjar med gruppspelet i Svenska cupen i februari och därefter ligaspelet som startar i april och avslutas i november.

## Spelare

### Spelartruppen 2024
| Nr | Land    | Pos | Namn                   |
| -- | ------- | --- | ---------------------- |
| 1  | Sverige | MV  | Pontus Dahlberg        |
| 2  | Sverige | F   | Emil Salomonsson       |
| 3  | Sverige | F   | August Erlingmark      |
| 3  | Sverige | F   | Johan Bångsbo          |
| 4  | Ghana   | F   | Rockson Yeboah         |
| 4  | Sverige | F   | Mattias Johansson      |
| 5  | Sverige | MF  | Sebastian Ohlsson      |
| 6  | Norge   | F   | Anders Trondsen        |
| 7  | Sverige | MF  | Oscar Pettersson       |
| 8  | Danmark | F   | Jonas Bager            |
| 8  | Danmark | MF  | Andreas Pyndt          |
| 9  | Danmark | A   | Laurs Skjellerup       |
| 10 | Sverige | A   | Hussein Carneil        |
| 11 | Sverige | A   | Paulos Abraham         |
| 12 | Norge   | MV  | Jacob Karlstrøm        |
| 12 | Island  | MV  | Adam Ingi Benediktsson |
| 13 | Sverige | MF  | Gustav Svensson        |
| 14 | Sverige | MF  | Gustaf Norlin          |
| 15 | Danmark | MF  | David Kruse            |
| 15 | Danmark | F   | Sebastian Hausner      |

| Nr | Land            | Pos | Namn                      |
| -- | --------------- | --- | ------------------------- |
| 16 | Sverige         | A   | Linus Carlstrand          |
| 17 | Sverige         | F   | Oscar Wendt               |
| 18 | Sverige         | F   | Felix Eriksson            |
| 19 | Albanien        | MF  | Arbnor Muçolli            |
| 20 | Nigeria         | A   | Suleiman Abdullahi        |
| 21 | Sverige         | F   | Adam Carlén               |
| 22 | Danmark         | A   | Nikolai Baden Frederiksen |
| 22 | Kroatien        | F   | Filip Ambroz              |
| 23 | Island          | MF  | Kolbeinn Þórðarson        |
| 24 | Elfenbenskusten | MF  | Abundance Salaou          |
| 25 | Sverige         | MV  | Elis Bishesari            |
| 26 | Sverige         | MF  | Benjamin Brantlind        |
| 26 | Sverige         | MF  | David Pérez               |
| 27 | Irak            | F   | Alai Ghasem               |
| 28 | Sverige         | A   | Lucas Kåhed               |
| 29 | Danmark         | F   | Thomas Santos             |
| 30 | Sverige         | F   | Ramon Pascal Lundqvist    |
| 30 | Mali            | MF  | Malick Yalcouyé           |
| 34 | Norge           | MV  | Anders Kristiansen        |
|    | Norge           | MF  | Eman Markovic             |

### Utlånade spelare
| Nr | Land    | Pos | Namn                                                |
| -- | ------- | --- | --------------------------------------------------- |
| 11 | Norge   | A   | Eman Markovic (i Sandefjord till 30 november 2024)  |
| 18 | Sverige | F   | Felix Eriksson (i Sogndal IL till 30 november 2024) |

| Nr | Land            | Pos | Namn                                                    |
| -- | --------------- | --- | ------------------------------------------------------- |
| 24 | Elfenbenskusten | MF  | Abundance Salaou (i Utsiktens BK till 30 november 2024) |

## Resultat

### Träningsmatcher
| TM    | 19 januari 2024 | Vendsyssel FF    | 1 – 0           | IFK Göteborg | Skibsy-Højene IF’s anläggning (SHI)                  |                                                      |
| 15:25 | 15:25           | Lucas Jensen 38′ | (1 – 0) Rapport |              | Hjørring, Danmark Publik: 300 Domare: Mikkel Thomsen | Hjørring, Danmark Publik: 300 Domare: Mikkel Thomsen |
| 15:25 | 15:25           |                  |                 |              | Hjørring, Danmark Publik: 300 Domare: Mikkel Thomsen | Hjørring, Danmark Publik: 300 Domare: Mikkel Thomsen |
| 15:25 | 15:25           |                  |                 |              | Hjørring, Danmark Publik: 300 Domare: Mikkel Thomsen | Hjørring, Danmark Publik: 300 Domare: Mikkel Thomsen |

| TM    | 26 januari 2024 | IFK Göteborg | 0 – 1           | Halmstads BK       | Valhalla IP                                   |                                               |
| 18:00 | 18:00           |              | (0 – 0) Rapport | Naeem Mohammed 55′ | Göteborg Publik: 2 282 Domare: Fredrik Oppong | Göteborg Publik: 2 282 Domare: Fredrik Oppong |
| 18:00 | 18:00           |              |                 |                    | Göteborg Publik: 2 282 Domare: Fredrik Oppong | Göteborg Publik: 2 282 Domare: Fredrik Oppong |
| 18:00 | 18:00           |              |                 |                    | Göteborg Publik: 2 282 Domare: Fredrik Oppong | Göteborg Publik: 2 282 Domare: Fredrik Oppong |

| TM    | 2 februari 2024 | Silkeborg IF                                  | 3 – 2           | IFK Göteborg                              | Estádio Algarve                                       |                                                       |
| 19:30 | 19:30           | Tonni Adamsen 10′, 54′ (str.) Kasper Kusk 32′ | (2 – 0) Rapport | Abundance Salaou 52′ Emil Salomonsson 71′ | Faro, Algarve, Portugal Domare: Flávio Azevedo Duarte | Faro, Algarve, Portugal Domare: Flávio Azevedo Duarte |
| 19:30 | 19:30           |                                               |                 |                                           | Faro, Algarve, Portugal Domare: Flávio Azevedo Duarte | Faro, Algarve, Portugal Domare: Flávio Azevedo Duarte |
| 19:30 | 19:30           |                                               |                 |                                           | Faro, Algarve, Portugal Domare: Flávio Azevedo Duarte | Faro, Algarve, Portugal Domare: Flávio Azevedo Duarte |

| TM    | 5 februari 2024 | C.D. Mafra                                                                     | 7 – 1           | IFK Göteborg     | Estádio Municipal Bela Vista                    |                                                 |
| 18:00 | 18:00           | Miguel Falé 3′, 38′ Rodri Matos 6′, 23′, 40′ Miguel Sosa 84′ Lucas Gabriel 89′ | (5 – 0) Rapport | Vilmer Tyrén 50′ | Parchal, Algarve, Portugal Domare: Sérgio Jesus | Parchal, Algarve, Portugal Domare: Sérgio Jesus |
| 18:00 | 18:00           |                                                                                |                 |                  | Parchal, Algarve, Portugal Domare: Sérgio Jesus | Parchal, Algarve, Portugal Domare: Sérgio Jesus |
| 18:00 | 18:00           |                                                                                |                 |                  | Parchal, Algarve, Portugal Domare: Sérgio Jesus | Parchal, Algarve, Portugal Domare: Sérgio Jesus |

| TM    | 9 februari 2024 | IFK Göteborg                                                    | 3 – 1           | Brøndby IF          | Estádio Municipal Bela Vista                  |                                               |
| 18:00 | 18:00           | Laurs Skjellerup 3′ Arbnor Muçolli 12′ (str.) Thomas Santos 16′ | (3 – 0) Rapport | Jacob Rasmussen 88′ | Parchal, Algarve, Portugal Domare: Diogo Rosa | Parchal, Algarve, Portugal Domare: Diogo Rosa |
| 18:00 | 18:00           |                                                                 |                 |                     | Parchal, Algarve, Portugal Domare: Diogo Rosa | Parchal, Algarve, Portugal Domare: Diogo Rosa |
| 18:00 | 18:00           |                                                                 |                 |                     | Parchal, Algarve, Portugal Domare: Diogo Rosa | Parchal, Algarve, Portugal Domare: Diogo Rosa |

| TM    | 8 mars 2024 | IFK Göteborg                               | 2 – 1           | Östers IF               | Bravida Arena                   |                                 |
| 14:30 | 14:30       | Laurs Skjellerup 23′ Gustav Svensson 45+3′ | (2 – 1) Rapport | Adam Bergmark Wiberg 6′ | Göteborg Domare: Fredrik Oppong | Göteborg Domare: Fredrik Oppong |
| 14:30 | 14:30       |                                            |                 |                         | Göteborg Domare: Fredrik Oppong | Göteborg Domare: Fredrik Oppong |
| 14:30 | 14:30       |                                            |                 |                         | Göteborg Domare: Fredrik Oppong | Göteborg Domare: Fredrik Oppong |

| TM    | 15 mars 2024 | Hammarby IF          | 1 – 3           | IFK Göteborg                                             | Tele2 Arena                                                               |                                                                           |
| 16:00 | 16:00        | Viktor Đukanović 66′ | (0 – 1) Rapport | Thomas Santos 21′ Abundance Salaou 50′ Gustaf Norlin 70′ | Stockholm · Publik: 0 · Domare: Farouk Nehdi · Rött kort: Pavle Vagic 72' | Stockholm · Publik: 0 · Domare: Farouk Nehdi · Rött kort: Pavle Vagic 72' |
| 16:00 | 16:00        |                      |                 |                                                          | Stockholm · Publik: 0 · Domare: Farouk Nehdi · Rött kort: Pavle Vagic 72' | Stockholm · Publik: 0 · Domare: Farouk Nehdi · Rött kort: Pavle Vagic 72' |
| 16:00 | 16:00        |                      |                 |                                                          | Stockholm · Publik: 0 · Domare: Farouk Nehdi · Rött kort: Pavle Vagic 72' | Stockholm · Publik: 0 · Domare: Farouk Nehdi · Rött kort: Pavle Vagic 72' |

| TM    | 23 mars 2024 | IFK Göteborg | 0 – 3           | Sarpsborg 08 FF                                             | Bravida Arena                            |                                          |
| 14:00 | 14:00        |              | (0 – 2) Rapport | Niklas Sandberg 14′ Jo Inge Berget 42′ Sondre Ørjasæter 59′ | Göteborg Publik: 1 613 Domare: Per Melin | Göteborg Publik: 1 613 Domare: Per Melin |
| 14:00 | 14:00        |              |                 |                                                             | Göteborg Publik: 1 613 Domare: Per Melin | Göteborg Publik: 1 613 Domare: Per Melin |
| 14:00 | 14:00        |              |                 |                                                             | Göteborg Publik: 1 613 Domare: Per Melin | Göteborg Publik: 1 613 Domare: Per Melin |

| TM    | 20 juni 2024 | Lillestrøm SK                                                | 2 – 0           | IFK Göteborg | Vigernesjordet                   |                                  |
| 13:00 | 13:00        | Thomas Lehne Olsen 11′ (str.) Alexander Røssing-Lelesiit 90′ | (1 – 0) Rapport |              | Lillestrøm Domare: Jørgen Haugen | Lillestrøm Domare: Jørgen Haugen |
| 13:00 | 13:00        |                                                              |                 |              | Lillestrøm Domare: Jørgen Haugen | Lillestrøm Domare: Jørgen Haugen |
| 13:00 | 13:00        |                                                              |                 |              | Lillestrøm Domare: Jørgen Haugen | Lillestrøm Domare: Jørgen Haugen |

| TM    | 25 juni 2024 | IFK Göteborg        | 1 – 0           | IFK Norrköping | Ullevi Stadium                                 |                                                |
| 18:00 | 18:00        | Laurs Skjellerup 5′ | (1 – 0) Rapport |                | Göteborg Publik: 1 110 Domare: Magnus Lindgren | Göteborg Publik: 1 110 Domare: Magnus Lindgren |
| 18:00 | 18:00        |                     |                 |                | Göteborg Publik: 1 110 Domare: Magnus Lindgren | Göteborg Publik: 1 110 Domare: Magnus Lindgren |
| 18:00 | 18:00        |                     |                 |                | Göteborg Publik: 1 110 Domare: Magnus Lindgren | Göteborg Publik: 1 110 Domare: Magnus Lindgren |

| TM    | 22 november 2024 | IK Oddevold     | 1 – 2           | IFK Göteborg                                | Arwidsroplanen                             |                                            |
| 15:00 | 15:00            | Adam Stroud 58′ | (0 – 1) Rapport | Oscar Pettersson 31′ Kolbeinn Þórðarson 73′ | Uddevalla Publik: 714 Domare: Philip Lindh | Uddevalla Publik: 714 Domare: Philip Lindh |
| 15:00 | 15:00            |                 |                 |                                             | Uddevalla Publik: 714 Domare: Philip Lindh | Uddevalla Publik: 714 Domare: Philip Lindh |
| 15:00 | 15:00            |                 |                 |                                             | Uddevalla Publik: 714 Domare: Philip Lindh | Uddevalla Publik: 714 Domare: Philip Lindh |

### Allsvenskan

#### Ligatabell
| Nr | Lag               | S  | V  | O  | F  | GM | IM | MS  | P  |
| -- | ----------------- | -- | -- | -- | -- | -- | -- | --- | -- |
| 1  | Malmö FF (RM)     | 30 | 19 | 8  | 3  | 67 | 25 | +42 | 65 |
| 2  | Hammarby IF       | 30 | 16 | 6  | 8  | 48 | 25 | +23 | 54 |
| 3  | AIK               | 30 | 17 | 3  | 10 | 46 | 41 | +5  | 54 |
| 4  | Djurgårdens IF    | 30 | 16 | 5  | 9  | 45 | 35 | +10 | 53 |
| 5  | Mjällby AIF       | 30 | 14 | 8  | 8  | 44 | 35 | +9  | 50 |
| 6  | Gais (U)          | 30 | 14 | 6  | 10 | 36 | 34 | +2  | 48 |
| 7  | IF Elfsborg       | 30 | 13 | 6  | 11 | 52 | 44 | +8  | 45 |
| 8  | BK Häcken         | 30 | 12 | 6  | 12 | 54 | 51 | +3  | 42 |
| 9  | IK Sirius         | 30 | 12 | 5  | 13 | 47 | 46 | +1  | 41 |
| 10 | IF Brommapojkarna | 30 | 8  | 10 | 12 | 46 | 53 | −7  | 34 |
| 11 | IFK Norrköping    | 30 | 9  | 7  | 14 | 36 | 57 | −21 | 34 |
| 12 | Halmstads BK      | 30 | 10 | 3  | 17 | 32 | 50 | −18 | 33 |
| 13 | IFK Göteborg      | 30 | 7  | 10 | 13 | 33 | 43 | −10 | 31 |
| 14 | IFK Värnamo       | 30 | 7  | 10 | 13 | 30 | 40 | −10 | 31 |
| 15 | Kalmar FF         | 30 | 8  | 6  | 16 | 38 | 58 | −20 | 30 |
| 16 | Västerås SK (U)   | 30 | 6  | 5  | 19 | 26 | 43 | −17 | 23 |

#### Matcher
| 1     | 1 april 2024 | IFK Göteborg       | 1 – 4           | Djurgårdens IF                                                                       | Gamla Ullevi                                                                         |                                                                                      |
| 14:00 | 14:00        | Paulos Abraham 84′ | (0 – 2) Rapport | Marcus Danielson 39′ (str.) Lucas Bergvall 45+7′ Miro Tenho 72′ Tobias Gulliksen 76′ | Göteborg · Publik: 17 879 · Domare: Glenn Nyberg · Rött kort: Kolbeinn Þórðarson 27' | Göteborg · Publik: 17 879 · Domare: Glenn Nyberg · Rött kort: Kolbeinn Þórðarson 27' |
| 14:00 | 14:00        |                    |                 |                                                                                      | Göteborg · Publik: 17 879 · Domare: Glenn Nyberg · Rött kort: Kolbeinn Þórðarson 27' | Göteborg · Publik: 17 879 · Domare: Glenn Nyberg · Rött kort: Kolbeinn Þórðarson 27' |
| 14:00 | 14:00        |                    |                 |                                                                                      | Göteborg · Publik: 17 879 · Domare: Glenn Nyberg · Rött kort: Kolbeinn Þórðarson 27' | Göteborg · Publik: 17 879 · Domare: Glenn Nyberg · Rött kort: Kolbeinn Þórðarson 27' |

| 2     | 7 april 2024 | Halmstads BK    | 1 – 0           | IFK Göteborg | Örjans vall                                 |                                             |
| 14:00 | 14:00        | Joseph Baffo 2′ | (1 – 0) Rapport |              | Halmstad Publik: 10 011 Domare: Victor Wolf | Halmstad Publik: 10 011 Domare: Victor Wolf |
| 14:00 | 14:00        |                 |                 |              | Halmstad Publik: 10 011 Domare: Victor Wolf | Halmstad Publik: 10 011 Domare: Victor Wolf |
| 14:00 | 14:00        |                 |                 |              | Halmstad Publik: 10 011 Domare: Victor Wolf | Halmstad Publik: 10 011 Domare: Victor Wolf |

| 3     | 14 april 2024 | Kalmar FF | 0 – 1           | IFK Göteborg       | Guldfågeln Arena                            |                                             |
| 14:00 | 14:00         |           | (0 – 0) Rapport | Arbnor Muçolli 46′ | Kalmar Publik: 6 576 Domare: Joakim Östling | Kalmar Publik: 6 576 Domare: Joakim Östling |
| 14:00 | 14:00         |           |                 |                    | Kalmar Publik: 6 576 Domare: Joakim Östling | Kalmar Publik: 6 576 Domare: Joakim Östling |
| 14:00 | 14:00         |           |                 |                    | Kalmar Publik: 6 576 Domare: Joakim Östling | Kalmar Publik: 6 576 Domare: Joakim Östling |

| 4     | 20 april 2024 | IFK Göteborg       | 1 – 1           | IFK Norrköping       | Gamla Ullevi                                                                       |                                                                                    |
| 15:00 | 15:00         | Paulos Abraham 40′ | (1 – 1) Rapport | Arnor Traustason 33′ | Göteborg · Publik: 16 861 · Domare: Adam Ladebäck · Rött kort: Anders Trondsen 61' | Göteborg · Publik: 16 861 · Domare: Adam Ladebäck · Rött kort: Anders Trondsen 61' |
| 15:00 | 15:00         |                    |                 |                      | Göteborg · Publik: 16 861 · Domare: Adam Ladebäck · Rött kort: Anders Trondsen 61' | Göteborg · Publik: 16 861 · Domare: Adam Ladebäck · Rött kort: Anders Trondsen 61' |
| 15:00 | 15:00         |                    |                 |                      | Göteborg · Publik: 16 861 · Domare: Adam Ladebäck · Rött kort: Anders Trondsen 61' | Göteborg · Publik: 16 861 · Domare: Adam Ladebäck · Rött kort: Anders Trondsen 61' |

| 5     | 24 april 2024 | IFK Göteborg | 0 – 1           | BK Häcken          | Gamla Ullevi                                        |                                                     |
| 19:00 | 19:00         |              | (0 – 1) Rapport | Amor Layouni 45+6′ | Göteborg Publik: 17 022 Domare: Kristoffer Karlsson | Göteborg Publik: 17 022 Domare: Kristoffer Karlsson |
| 19:00 | 19:00         |              |                 |                    | Göteborg Publik: 17 022 Domare: Kristoffer Karlsson | Göteborg Publik: 17 022 Domare: Kristoffer Karlsson |
| 19:00 | 19:00         |              |                 |                    | Göteborg Publik: 17 022 Domare: Kristoffer Karlsson | Göteborg Publik: 17 022 Domare: Kristoffer Karlsson |

| 6     | 29 april 2024 | IF Brommapojkarna | 0 – 3           | IFK Göteborg                                              | Grimsta IP                                    |                                               |
| 19:00 | 19:00         |                   | (0 – 1) Rapport | Thomas Santos 5′ Laurs Skjellerup 64′ Malick Yalcouyé 83′ | Stockholm Publik: 2 289 Domare: Oscar Johnson | Stockholm Publik: 2 289 Domare: Oscar Johnson |
| 19:00 | 19:00         |                   |                 |                                                           | Stockholm Publik: 2 289 Domare: Oscar Johnson | Stockholm Publik: 2 289 Domare: Oscar Johnson |
| 19:00 | 19:00         |                   |                 |                                                           | Stockholm Publik: 2 289 Domare: Oscar Johnson | Stockholm Publik: 2 289 Domare: Oscar Johnson |

| 7     | 6 maj 2024 | GAIS                                            | 2 – 1           | IFK Göteborg         | Gamla Ullevi                                |                                             |
| 19:10 | 19:10      | Axel Henriksson 33′ Alexander Ahl Holmström 76′ | (1 – 0) Rapport | Paulos Abraham 90+4′ | Göteborg Publik: 16 646 Domare: Victor Wolf | Göteborg Publik: 16 646 Domare: Victor Wolf |
| 19:10 | 19:10      |                                                 |                 |                      | Göteborg Publik: 16 646 Domare: Victor Wolf | Göteborg Publik: 16 646 Domare: Victor Wolf |
| 19:10 | 19:10      |                                                 |                 |                      | Göteborg Publik: 16 646 Domare: Victor Wolf | Göteborg Publik: 16 646 Domare: Victor Wolf |

| 8                  | 13 maj 2024        | IFK Göteborg | 0 – 3           | Malmö FF                                                | Gamla Ullevi                                      |                                                   |
| 19:10 Huvudartikel | 19:10 Huvudartikel |              | (0 – 3) Rapport | Erik Botheim 34′ Søren Rieks 42′ Lasse Berg Johnsen 88′ | Göteborg Publik: 17 316 Domare: Mohammed Al-Hakim | Göteborg Publik: 17 316 Domare: Mohammed Al-Hakim |
| 19:10 Huvudartikel | 19:10 Huvudartikel |              |                 |                                                         | Göteborg Publik: 17 316 Domare: Mohammed Al-Hakim | Göteborg Publik: 17 316 Domare: Mohammed Al-Hakim |
| 19:10 Huvudartikel | 19:10 Huvudartikel |              |                 |                                                         | Göteborg Publik: 17 316 Domare: Mohammed Al-Hakim | Göteborg Publik: 17 316 Domare: Mohammed Al-Hakim |

| 9     | 16 maj 2024 | IK Sirius                            | 2 – 2           | IFK Göteborg                            | Studenternas IP                                   |                                                   |
| 19:00 | 19:00       | Noel Milleskog 35′ Yousef Salech 70′ | (1 – 0) Rapport | Oscar Pettersson 63′ Paulos Abraham 75′ | Uppsala Publik: 6 961 Domare: Kristoffer Karlsson | Uppsala Publik: 6 961 Domare: Kristoffer Karlsson |
| 19:00 | 19:00       |                                      |                 |                                         | Uppsala Publik: 6 961 Domare: Kristoffer Karlsson | Uppsala Publik: 6 961 Domare: Kristoffer Karlsson |
| 19:00 | 19:00       |                                      |                 |                                         | Uppsala Publik: 6 961 Domare: Kristoffer Karlsson | Uppsala Publik: 6 961 Domare: Kristoffer Karlsson |

| 10    | 21 maj 2024 | IFK Göteborg      | 1 – 0           | Mjällby AIF | Gamla Ullevi                                 |                                              |
| 19:00 | 19:00       | Gustaf Norlin 89′ | (0 – 0) Rapport |             | Göteborg Publik: 15 743 Domare: Glenn Nyberg | Göteborg Publik: 15 743 Domare: Glenn Nyberg |
| 19:00 | 19:00       |                   |                 |             | Göteborg Publik: 15 743 Domare: Glenn Nyberg | Göteborg Publik: 15 743 Domare: Glenn Nyberg |
| 19:00 | 19:00       |                   |                 |             | Göteborg Publik: 15 743 Domare: Glenn Nyberg | Göteborg Publik: 15 743 Domare: Glenn Nyberg |

| 11    | 27 maj 2024 | AIK | 5 – 2           | IFK Göteborg                         | Friends Arena                                |                                              |
| 19:10 | 19:10       | Omar Faraj 34′ Anton Salétros 67′ Gustav Svensson 75′ (sjm.) Dino Beširović 90+4′ Ioannis Pittas 90+7′ | (1 – 1) Rapport | Oscar Pettersson 26′ Oscar Wendt 51′ | Stockholm Publik: 25 932 Domare: Victor Wolf | Stockholm Publik: 25 932 Domare: Victor Wolf |
| 19:10 | 19:10       | |                 |                                      | Stockholm Publik: 25 932 Domare: Victor Wolf | Stockholm Publik: 25 932 Domare: Victor Wolf |
| 19:10 | 19:10       | |                 |                                      | Stockholm Publik: 25 932 Domare: Victor Wolf | Stockholm Publik: 25 932 Domare: Victor Wolf |

| 12    | 1 juni 2024 | IFK Göteborg      | 1 – 0           | IF Elfsborg | Gamla Ullevi                                  |                                               |
| 15:00 | 15:00       | Gustaf Norlin 34′ | (1 – 0) Rapport |             | Göteborg Publik: 17 183 Domare: Adam Ladebäck | Göteborg Publik: 17 183 Domare: Adam Ladebäck |
| 15:00 | 15:00       |                   |                 |             | Göteborg Publik: 17 183 Domare: Adam Ladebäck | Göteborg Publik: 17 183 Domare: Adam Ladebäck |
| 15:00 | 15:00       |                   |                 |             | Göteborg Publik: 17 183 Domare: Adam Ladebäck | Göteborg Publik: 17 183 Domare: Adam Ladebäck |

| 13    | 7 juli 2024 | IFK Värnamo                                   | 2 – 0           | IFK Göteborg | Finnvedsvallen                                  |                                                 |
| 14:00 | 14:00       | Johnbosco Samuel Kalu 53′ Ajdin Zeljkovic 57′ | (0 – 0) Rapport |              | Värnamo Publik: 4 277 Domare: Mohammed Al-Hakim | Värnamo Publik: 4 277 Domare: Mohammed Al-Hakim |
| 14:00 | 14:00       |                                               |                 |              | Värnamo Publik: 4 277 Domare: Mohammed Al-Hakim | Värnamo Publik: 4 277 Domare: Mohammed Al-Hakim |
| 14:00 | 14:00       |                                               |                 |              | Värnamo Publik: 4 277 Domare: Mohammed Al-Hakim | Värnamo Publik: 4 277 Domare: Mohammed Al-Hakim |

| 14    | 15 juli 2024 | Hammarby IF | 0 – 1           | IFK Göteborg       | Tele2 Arena                                     |                                                 |
| 19:00 | 19:00        |             | (0 – 1) Rapport | Paulos Abraham 23′ | Stockholm Publik: 26 062 Domare: Joakim Östling | Stockholm Publik: 26 062 Domare: Joakim Östling |
| 19:00 | 19:00        |             |                 |                    | Stockholm Publik: 26 062 Domare: Joakim Östling | Stockholm Publik: 26 062 Domare: Joakim Östling |
| 19:00 | 19:00        |             |                 |                    | Stockholm Publik: 26 062 Domare: Joakim Östling | Stockholm Publik: 26 062 Domare: Joakim Östling |

| 15    | 21 juli 2024 | IFK Göteborg       | 1 – 1           | Västerås SK              | Gamla Ullevi                                   |                                                |
| 16:30 | 16:30        | Paulos Abraham 48′ | (0 – 0) Rapport | Abdelrahman Boudah 90+9′ | Göteborg Publik: 17 137 Domare: Fredrik Klitte | Göteborg Publik: 17 137 Domare: Fredrik Klitte |
| 16:30 | 16:30        |                    |                 |                          | Göteborg Publik: 17 137 Domare: Fredrik Klitte | Göteborg Publik: 17 137 Domare: Fredrik Klitte |
| 16:30 | 16:30        |                    |                 |                          | Göteborg Publik: 17 137 Domare: Fredrik Klitte | Göteborg Publik: 17 137 Domare: Fredrik Klitte |

| 16    | 27 juli 2024 | IFK Göteborg                                                 | 3 – 4           | IF Brommapojkarna                                                      | Gamla Ullevi                                     |                                                  |
| 17:30 | 17:30        | Gustav Svensson 2′ Arbnor Muçolli 73′ Kolbeinn Þórðarson 88′ | (1 – 1) Rapport | Nikola Vasic 45+2′, 64′ Ludvig Fritzson 52′ Gustav Svensson 75′ (sjm.) | Göteborg Publik: 16 268 Domare: Granit Maqedonci | Göteborg Publik: 16 268 Domare: Granit Maqedonci |
| 17:30 | 17:30        |                                                              |                 |                                                                        | Göteborg Publik: 16 268 Domare: Granit Maqedonci | Göteborg Publik: 16 268 Domare: Granit Maqedonci |
| 17:30 | 17:30        |                                                              |                 |                                                                        | Göteborg Publik: 16 268 Domare: Granit Maqedonci | Göteborg Publik: 16 268 Domare: Granit Maqedonci |

| 17    | 4 augusti 2024 | Djurgårdens IF   | 1 – 1           | IFK Göteborg      | Tele2 Arena                                          |                                                      |
| 14:00 | 14:00          | Adam Ståhl 90+2′ | (0 – 0) Rapport | Thomas Santos 59′ | Stockholm Publik: 23 418 Domare: Kristoffer Karlsson | Stockholm Publik: 23 418 Domare: Kristoffer Karlsson |
| 14:00 | 14:00          |                  |                 |                   | Stockholm Publik: 23 418 Domare: Kristoffer Karlsson | Stockholm Publik: 23 418 Domare: Kristoffer Karlsson |
| 14:00 | 14:00          |                  |                 |                   | Stockholm Publik: 23 418 Domare: Kristoffer Karlsson | Stockholm Publik: 23 418 Domare: Kristoffer Karlsson |

| 18    | 10 augusti 2024 | IFK Göteborg | 0 – 0           | IFK Värnamo | Gamla Ullevi                                  |                                               |
| 17:30 | 17:30           |              | (0 – 0) Rapport |             | Göteborg Publik: 15 761 Domare: Adam Ladebäck | Göteborg Publik: 15 761 Domare: Adam Ladebäck |
| 17:30 | 17:30           |              |                 |             | Göteborg Publik: 15 761 Domare: Adam Ladebäck | Göteborg Publik: 15 761 Domare: Adam Ladebäck |
| 17:30 | 17:30           |              |                 |             | Göteborg Publik: 15 761 Domare: Adam Ladebäck | Göteborg Publik: 15 761 Domare: Adam Ladebäck |

| 19    | 17 augusti 2024 | IFK Göteborg         | 1 – 1           | IK Sirius          | Gamla Ullevi                                   |                                                |
| 15:00 | 15:00           | Linus Carlstrand 72′ | (0 – 0) Rapport | Joakim Persson 52′ | Göteborg Publik: 15 804 Domare: Fredrik Klitte | Göteborg Publik: 15 804 Domare: Fredrik Klitte |
| 15:00 | 15:00           |                      |                 |                    | Göteborg Publik: 15 804 Domare: Fredrik Klitte | Göteborg Publik: 15 804 Domare: Fredrik Klitte |
| 15:00 | 15:00           |                      |                 |                    | Göteborg Publik: 15 804 Domare: Fredrik Klitte | Göteborg Publik: 15 804 Domare: Fredrik Klitte |

| 20    | 25 augusti 2024 | IF Elfsborg                                        | 3 – 1           | IFK Göteborg      | Borås Arena                                 |                                             |
| 14:00 | 14:00           | Michael Baidoo 33′ Emil Holten 58′ Ahmed Qasem 66′ | (1 – 0) Rapport | Gustaf Norlin 87′ | Borås Publik: 13 533 Domare: Joakim Östling | Borås Publik: 13 533 Domare: Joakim Östling |
| 14:00 | 14:00           |                                                    |                 |                   | Borås Publik: 13 533 Domare: Joakim Östling | Borås Publik: 13 533 Domare: Joakim Östling |
| 14:00 | 14:00           |                                                    |                 |                   | Borås Publik: 13 533 Domare: Joakim Östling | Borås Publik: 13 533 Domare: Joakim Östling |

| 21    | 1 september 2024 | IFK Göteborg | 0 – 1           | Hammarby IF        | Gamla Ullevi                                                                       |                                                                                    |
| 16:30 | 16:30            |              | (0 – 0) Rapport | Jusef Erabi 90+11′ | Göteborg · Publik: 17 151 · Domare: Oscar Johnson · Rött kort: Hussein Carneil 87' | Göteborg · Publik: 17 151 · Domare: Oscar Johnson · Rött kort: Hussein Carneil 87' |
| 16:30 | 16:30            |              |                 |                    | Göteborg · Publik: 17 151 · Domare: Oscar Johnson · Rött kort: Hussein Carneil 87' | Göteborg · Publik: 17 151 · Domare: Oscar Johnson · Rött kort: Hussein Carneil 87' |
| 16:30 | 16:30            |              |                 |                    | Göteborg · Publik: 17 151 · Domare: Oscar Johnson · Rött kort: Hussein Carneil 87' | Göteborg · Publik: 17 151 · Domare: Oscar Johnson · Rött kort: Hussein Carneil 87' |

| 22    | 15 september 2024 | BK Häcken                                  | 3 – 3           | IFK Göteborg                                       | Bravida Arena                               |                                             |
| 16:30 | 16:30             | Ali Youssef 39′, 90+6′ Julius Lindberg 53′ | (1 – 2) Rapport | Paulos Abraham 33′ Ramon Pascal Lundqvist 41′, 57′ | Göteborg Publik: 6 316 Domare: Glenn Nyberg | Göteborg Publik: 6 316 Domare: Glenn Nyberg |
| 16:30 | 16:30             |                                            |                 |                                                    | Göteborg Publik: 6 316 Domare: Glenn Nyberg | Göteborg Publik: 6 316 Domare: Glenn Nyberg |
| 16:30 | 16:30             |                                            |                 |                                                    | Göteborg Publik: 6 316 Domare: Glenn Nyberg | Göteborg Publik: 6 316 Domare: Glenn Nyberg |

| 23    | 23 september 2024 | IFK Göteborg               | 1 – 1           | Halmstads BK       | Gamla Ullevi                                     |                                                  |
| 19:00 | 19:00             | Ramon Pascal Lundqvist 89′ | (0 – 0) Rapport | Yannick Agnero 78′ | Göteborg Publik: 16 065 Domare: Granit Maqedonci | Göteborg Publik: 16 065 Domare: Granit Maqedonci |
| 19:00 | 19:00             |                            |                 |                    | Göteborg Publik: 16 065 Domare: Granit Maqedonci | Göteborg Publik: 16 065 Domare: Granit Maqedonci |
| 19:00 | 19:00             |                            |                 |                    | Göteborg Publik: 16 065 Domare: Granit Maqedonci | Göteborg Publik: 16 065 Domare: Granit Maqedonci |

| 24    | 26 september 2024 | Västerås SK       | 1 – 1           | IFK Göteborg           | Hitachi Energy Arena                             |                                                  |
| 19:00 | 19:00             | Gustaf Norlin 21′ | (0 – 1) Rapport | Abdelrahman Boudah 66′ | Västerås Publik: 6 252 Domare: Mohammed Al-Hakim | Västerås Publik: 6 252 Domare: Mohammed Al-Hakim |
| 19:00 | 19:00             |                   |                 |                        | Västerås Publik: 6 252 Domare: Mohammed Al-Hakim | Västerås Publik: 6 252 Domare: Mohammed Al-Hakim |
| 19:00 | 19:00             |                   |                 |                        | Västerås Publik: 6 252 Domare: Mohammed Al-Hakim | Västerås Publik: 6 252 Domare: Mohammed Al-Hakim |

| 25    | 30 september 2024 | IFK Göteborg                                | 2 – 0           | GAIS | Gamla Ullevi                                   |                                                |
| 19:10 | 19:10             | Kolbeinn Þórðarson 36′ Laurs Skjellerup 62′ | (1 – 0) Rapport |      | Göteborg Publik: 18 051 Domare: Joakim Östling | Göteborg Publik: 18 051 Domare: Joakim Östling |
| 19:10 | 19:10             |                                             |                 |      | Göteborg Publik: 18 051 Domare: Joakim Östling | Göteborg Publik: 18 051 Domare: Joakim Östling |
| 19:10 | 19:10             |                                             |                 |      | Göteborg Publik: 18 051 Domare: Joakim Östling | Göteborg Publik: 18 051 Domare: Joakim Östling |

| 26    | 6 oktober 2024 | IFK Norrköping | 0 – 2           | IFK Göteborg                             | Platinumcars Arena                              |                                                 |
| 16:30 | 16:30          |                | (0 – 1) Rapport | Gustav Svensson 33′ Laurs Skjellerup 48′ | Norrköping Publik: 8 767 Domare: Fredrik Klitte | Norrköping Publik: 8 767 Domare: Fredrik Klitte |
| 16:30 | 16:30          |                |                 |                                          | Norrköping Publik: 8 767 Domare: Fredrik Klitte | Norrköping Publik: 8 767 Domare: Fredrik Klitte |
| 16:30 | 16:30          |                |                 |                                          | Norrköping Publik: 8 767 Domare: Fredrik Klitte | Norrköping Publik: 8 767 Domare: Fredrik Klitte |

| 27    | 21 oktober 2024 | IFK Göteborg          | 1 – 2           | AIK                                                | Gamla Ullevi                                  |                                               |
| 19:10 | 19:10           | Sebastian Ohlsson 88′ | (0 – 1) Rapport | Dino Beširović 30′ Benjamin Tiedemann Hansen 90+6′ | Göteborg Publik: 17 165 Domare: Oscar Johnson | Göteborg Publik: 17 165 Domare: Oscar Johnson |
| 19:10 | 19:10           |                       |                 |                                                    | Göteborg Publik: 17 165 Domare: Oscar Johnson | Göteborg Publik: 17 165 Domare: Oscar Johnson |
| 19:10 | 19:10           |                       |                 |                                                    | Göteborg Publik: 17 165 Domare: Oscar Johnson | Göteborg Publik: 17 165 Domare: Oscar Johnson |

| 28                 | 28 oktober 2024    | Malmö FF                    | 2 – 1           | IFK Göteborg         | Eleda Stadion                             |                                           |
| 19:10 Huvudartikel | 19:10 Huvudartikel | Taha Ali 59′ Hugo Bolin 78′ | (0 – 1) Rapport | Laurs Skjellerup 25′ | Malmö Publik: 21 258 Domare: Glenn Nyberg | Malmö Publik: 21 258 Domare: Glenn Nyberg |
| 19:10 Huvudartikel | 19:10 Huvudartikel |                             |                 |                      | Malmö Publik: 21 258 Domare: Glenn Nyberg | Malmö Publik: 21 258 Domare: Glenn Nyberg |
| 19:10 Huvudartikel | 19:10 Huvudartikel |                             |                 |                      | Malmö Publik: 21 258 Domare: Glenn Nyberg | Malmö Publik: 21 258 Domare: Glenn Nyberg |

| 29    | 2 november 2024 | IFK Göteborg             | 1 – 1           | Kalmar FF           | Gamla Ullevi                                        |                                                     |
| 17:30 | 17:30           | Kolbeinn Þórðarson 45+1′ | (1 – 0) Rapport | Melker Hallberg 78′ | Göteborg Publik: 17 287 Domare: Kristoffer Karlsson | Göteborg Publik: 17 287 Domare: Kristoffer Karlsson |
| 17:30 | 17:30           |                          |                 |                     | Göteborg Publik: 17 287 Domare: Kristoffer Karlsson | Göteborg Publik: 17 287 Domare: Kristoffer Karlsson |
| 17:30 | 17:30           |                          |                 |                     | Göteborg Publik: 17 287 Domare: Kristoffer Karlsson | Göteborg Publik: 17 287 Domare: Kristoffer Karlsson |

| 30    | 10 november 2024 | Mjällby AIF         | 1 – 0           | IFK Göteborg | Strandvallen                               |                                            |
| 15:00 | 15:00            | Elliot Stroud 45+4′ | (1 – 0) Rapport |              | Hällevik Publik: 5 362 Domare: Victor Wolf | Hällevik Publik: 5 362 Domare: Victor Wolf |
| 15:00 | 15:00            |                     |                 |              | Hällevik Publik: 5 362 Domare: Victor Wolf | Hällevik Publik: 5 362 Domare: Victor Wolf |
| 15:00 | 15:00            |                     |                 |              | Hällevik Publik: 5 362 Domare: Victor Wolf | Hällevik Publik: 5 362 Domare: Victor Wolf |

### Svenska cupen 2023/2024

#### Gruppspel
| Nr | Lag            | S | V | O | F | GM | IM | MS  | P |
| -- | -------------- | - | - | - | - | -- | -- | --- | - |
| 1  | Djurgårdens IF | 3 | 3 | 0 | 0 | 10 | 0  | +10 | 9 |
| 2  | IFK Göteborg   | 3 | 2 | 0 | 1 | 5  | 6  | −1  | 6 |
| 3  | Skövde AIK     | 3 | 1 | 0 | 2 | 1  | 3  | −2  | 3 |
| 4  | Nordic United  | 3 | 0 | 0 | 3 | 3  | 10 | −7  | 0 |

| GS    | 18 februari 2024 | Nordic United FC                           | 3 – 4           | IFK Göteborg                                                                | Södertälje Fotbollsarena                       |                                                |
| 15:15 | 15:15            | Yoann Fellrath 11′, 73′ Johannes Tahan 20′ | (2 – 1) Rapport | Arbnor Muçolli 29′, 90+3′ (str.) Thomas Santos 53′ Kolbeinn Þórðarson 90+5′ | Södertälje Publik: 1 400 Domare: Erik Mattsson | Södertälje Publik: 1 400 Domare: Erik Mattsson |
| 15:15 | 15:15            |                                            |                 |                                                                             | Södertälje Publik: 1 400 Domare: Erik Mattsson | Södertälje Publik: 1 400 Domare: Erik Mattsson |
| 15:15 | 15:15            |                                            |                 |                                                                             | Södertälje Publik: 1 400 Domare: Erik Mattsson | Södertälje Publik: 1 400 Domare: Erik Mattsson |

| GS    | 25 februari 2024 | IFK Göteborg      | 1 – 0           | Skövde AIK | Bravida Arena                                      |                                                    |
| 13:00 | 13:00            | Gustaf Norlin 85′ | (0 – 0) Rapport |            | Göteborg Publik: 5 074 Domare: Kristoffer Karlsson | Göteborg Publik: 5 074 Domare: Kristoffer Karlsson |
| 13:00 | 13:00            |                   |                 |            | Göteborg Publik: 5 074 Domare: Kristoffer Karlsson | Göteborg Publik: 5 074 Domare: Kristoffer Karlsson |
| 13:00 | 13:00            |                   |                 |            | Göteborg Publik: 5 074 Domare: Kristoffer Karlsson | Göteborg Publik: 5 074 Domare: Kristoffer Karlsson |

| GS    | 3 mars 2024 | Djurgårdens IF                                             | 3 – 0           | IFK Göteborg | Tele2 Arena                                     |                                                 |
| 17:30 | 17:30       | Tobias Gulliksen 76′ Deniz Hümmet 81′ Besard Sabovic 90+3′ | (0 – 0) Rapport |              | Stockholm Publik: 16 684 Domare: Joakim Östling | Stockholm Publik: 16 684 Domare: Joakim Östling |
| 17:30 | 17:30       |                                                            |                 |              | Stockholm Publik: 16 684 Domare: Joakim Östling | Stockholm Publik: 16 684 Domare: Joakim Östling |
| 17:30 | 17:30       |                                                            |                 |              | Stockholm Publik: 16 684 Domare: Joakim Östling | Stockholm Publik: 16 684 Domare: Joakim Östling |

### Svenska cupen 2024/2025

#### Kvalomgång 2
| 1     | 22 augusti 2024 | Ariana FC | 0 – 2           | IFK Göteborg         | Malmö Stadion           |                         |
| 18:30 | 18:30           |           | (0 – 0) Rapport | Lucas Kåhed 55′, 60′ | Malmö Domare: Per Melin | Malmö Domare: Per Melin |
| 18:30 | 18:30           |           |                 |                      | Malmö Domare: Per Melin | Malmö Domare: Per Melin |
| 18:30 | 18:30           |           |                 |                      | Malmö Domare: Per Melin | Malmö Domare: Per Melin |